# Журин, Юрий Валерьевич
Ю́рий Вале́рьевич Жу́рин (род. 15 декабря 1969) —  российский муниципальный деятель, глава города Костромы, председатель Думы города Костромы IV, V и VI созывов, депутат Думы города Костромы III, IV, V и VI созывов.

## Образование
В 1993 году окончил Костромской государственный технологический университет по специальности «технология машиностроения», в 2008 году в том же ВУЗе получил второе высшее образование по специальности «юриспруденция».

## Биография
1993—1997 гг. — служба в государственной налоговой инспекции Федеральной налоговой службы РФ по Костромской области.
1997—2001 гг. — служба в Управлении Федеральной службы налоговой полиции РФ по Костромской области.
2001—2005 гг. — председатель постоянной депутатской комиссии по развитию городского хозяйства, член Совета Думы города Костромы III созыва.
2005—2010 гг. — председатель Думы города Костромы IV созыва. 
С 2006 г. является членом Координационного совета Союза представительных органов муниципальных образований Российской Федерации и Правления Совета муниципальных образований Костромской области.
2010 —2015 гг. — председатель Думы города Костромы V созыва. 
2015 —2020 гг. — председатель Думы города Костромы VI созыва. 
С 2020 г. председатель Думы города Костромы VII созыва. 
С февраля 2011 года  Глава города Костромы .
Женат. Воспитывает двух дочерей.